# Sundanina spinipleura
Sundanina spinipleura är en mångfotingart som beskrevs av Carl 1941. Sundanina spinipleura ingår i släktet Sundanina och familjen orangeridubbelfotingar. Inga underarter finns listade i Catalogue of Life.